# Poliziottesco
Poliziottesco ist ein Filmgenre aus Italien. Oft wird der Begriff auch im Plural, Poliziotteschi, verwendet. Häufig werden alle italienischen Filme mit Polizei-, Mafia- oder Gangsterbezug mit diesem Begriff beschrieben. Bei dem klassischen Poliziottesco handelt es sich um eine Unterart des Polizeifilms. 

## Geschichte
Derartige Filme wurden zwischen 1968 und 1982 gedreht. Danach gab es kaum noch Produktionen, die zum Genre gezählt werden können. Als Erstlingswerk wird häufig der Film Das Syndikat von Stefano Vanzina genannt. Er behandelt die Problematik eines Polizisten, der im Alleingang gegen die Kriminalität ankämpft. Typisch für das Genre sind die Hilflosigkeit und das Desinteresse der staatlichen Organe, die die Haupthelden zu eigenmächtigen Handlungen bis zum Übergang zur Selbstjustiz zwingen. Der Regisseur Enzo G. Castellari konnte durch seine technisch anspruchsvolle Kameraführung in Filmen wie Tote Zeugen singen nicht überzeugen. Darsteller wie Maurizio Merli, Franco Nero, Tomás Milián oder Fabio Testi wurden zu Aushängeschildern des Genres.

## Etymologie
Poliziottesco setzt sich zusammen aus dem italienischen Nomen poliziotto „Polizist“ und dem modifizierenden Suffix -esco.

## Bekannte Regisseure
Bekannte Regisseure des Genres sind Mario Bianchi, Alfonso Brescia, Enzo G. Castellari, Damiano Damiani, Umberto Lenzi, Fernando Di Leo, Carlo Lizzani, Stelvio Massi, Sergio Sollima und Duccio Tessari.

## Bekannte Darsteller
Zu den Darstellern gehörten Mario Adorf, Ursula Andress, Martin Balsam, Helmut Berger, Salvatore Billa, Barbara Bouchet, Sal Borgese, Marcel Bozzuffi, Luciano Catenacci, Adolfo Celi, Giovanni Cianfriglia, George Eastman, Angelo Infanti, Adolfo Lastretti, Luc Merenda, Maurizio Merli, Tomás Milián, Gastone Moschin, Franco Nero, Oliver Reed, Fernando Rey, John Saxon, Henry Silva, Fabio Testi, Massimo Vanni und Gian Maria Volonté.

## Filme (Auswahl)
- Der Bastard (1968) (OT: I Bastardi) von Duccio Tessari
- Die Banditen von Mailand (OT: Banditi a Milano) von Carlo Lizzani
- Ermittlungen gegen einen über jeden Verdacht erhabenen Bürger (OT: Indagine su un cittadino al di sopra di ogni sospetto) von Elio Petri
- Der Clan, der seine Feinde lebendig einmauert von Damiano Damiani
- Milano Kaliber 9 (OT: Milano Calibro 9) von Fernando Di Leo
- Das Syndikat (OT: La Polizia ringrazia) von Stefano Vanzina
- Tödlicher Hass (OT: Tony Arzenta) von Duccio Tessari
- Der Teufel führt Regie (OT: Il Boss) von Fernando Di Leo
- Tote Zeugen singen nicht (OT: La Polizia incrimina la legge assolve) von Enzo G. Castellari
- Der Mafia-Boß – Sie töten wie Schakale (OT: La Mala Ordina) von Fernando Di Leo
- Die Rache des Paten (OT: Quelli Che Contano) von Andrea Bianchi
- Der Berserker (OT: Milano Odia: La Polizia Non Può Sparare) von Umberto Lenzi
- Ein Bürger setzt sich zur Wehr (OT: Il Cittadino Si Ribella) von Enzo G. Castellari
- Der Vernichter (OT: Il Giustiziere Sfida La Città) von Umberto Lenzi
- Gewalt rast durch die Stadt (OT: Roma Violenta) von Marino Girolami
- Cop Hunter (OT: Italia a mano armata) von Marino Girolami (als Franco Martinelli)
- Racket (OT: Il Grande Racket) von Enzo G. Castellari
- Camorra – Ein Bulle räumt auf (OT: Napoli Violenta) von Umberto Lenzi
- Der Tollwütige (OT: La belva col mitra) von Sergio Grieco
- Convoy Busters (OT: Un Poliziotto scomodo) von Stelvio Massi
- Die Kröte (OT: La Banda Del Gobbo) von Umberto Lenzi
- Das Syndikat des Grauens (OT: Luca il Contrabbandiere) von Lucio Fulci